# Jo Berghammer
Jo Berghammer (* 16. November 1953 in Pößneck; eigentlich Frank Joachim Berghammer) ist ein deutscher Fotokünstler und Fotojournalist. Bekannt wurde Jo Berghammer durch seine fotografischen Geschichtsbilder, die in Collagenform ein Ereignis oder eine Persönlichkeit der Zeitgeschichte darstellen. Jo Berghammer lebt und arbeitet in Berlin-Charlottenburg.

## Leben
Jo Berghammer studierte formal von 1975 bis 1979 Wirtschaftswissenschaften an der Friedrich-Schiller-Universität Jena, mit der Spezialisierung auf Absatz- und Außenwirtschaft, das er als diplomierter Wirtschaftsingenieur abschloss. Während der Studienzeit wurde er aktives Mitglied des Jenaer Fotoklubs UNIFOK. Beeinflusst durch sein Studium und die politischen und ökonomischen Widersprüchen jener Jahre fand er in der Ablichtung der DDR als Gesellschaft des chronischen Mangels sein erstes fotojournalistisches Thema. Den Schritt des offenen kreativen Widerspruchs von Jenaer Bürgerrechtlern wie Roland Jahn wollte er dennoch nicht gehen, da er eher an eine stille Reformierbarkeit glaubte. Dies tat er auch in Gesprächen mit Roland Jahn kund. Nach seinem Wechsel von Jena nach Ost-Berlin im Jahr 1979 arbeitete er im VEB Elektroprojekt und Anlagenbau Berlin (ELPRO). Nebenbei arbeitete er als Kellner und Übungsleiter für einen Turnverein, um sich ein eigenes Fotolabor aufzubauen. Ab 1980 thematisierte er fotografisch stärker den immer offener zu Tage tretenden repressiven DDR-Alltag. 1981 gründete er das Foto- und Grafikstudio OSTBOX. Die Befähigung im Umgang mit Drucktechniken erwarb er sich ab diesem Zeitpunkt in der Druckerei Neues Deutschland bis 1986 und während einer zweijährigen Ausbildung zum Schriftsetzer in einer Buchdruckerei in Berlin-Mitte. In diese Zeit fallen seine nun offener im Widerspruch zu den DDR-Reglementierungen stehenden Foto-Aktionen wie die Opposite-Matches. Das waren von John Heartfield inspirierte, mit Fotomontagen beklebte Streichholzschachteln, die sich gegen politische Willkür und Demokratieabbau richteten. 1986 gelang Jo Berghammer mithilfe seines älteren Bruders die Übersiedlung nach West-Berlin. 1988 entwickelte er sogenannte MEMOCARDs. Das waren Event-Miniaturen auf Postkarten. Von 1987 bis 1998 arbeitete er als Productioner, Anzeigengestalter und digitaler Bildbearbeiter im Axel-Springer-Verlag. Im Jahr 2000 gründete Jo Berghammer das Studio für Event- und Porträtdesign Facegarden und ist seit dieser Zeit als freischaffender Fotokünstler tätig.

## Werk
Jo Berghammer widmet sein Werk der epochalen Entwicklung von Ästhetik, Ethik und Technik durch Ereignisse, Gruppen und Einzelpersonen. Auch pädagogischer Anschaulichkeit wegen bevorzugt er für diese Arbeiten bildhafte Großformate, die je nach Betrachtungsabstand mehrere Betrachtungebenen (Vielschichtigkeit) enthalten. Ein typisches Merkmal seiner Geschichtsbilder (seit 2007) ist eine herausragende Ereignisse zuordnende Zeitleiste. Ein zweites ist die Objektivierung des Zusammenhangs von Vergangenheit und Gegenwart. So „verknüpfte“ er in seiner „Ägypten Collage“ für den Europäischen Presseball 2005 in Berlin „Kairo mit Berlin“. Auf dieser Arbeit stellt sich dem Betrachter ein „Mosaik von kleinen, völlig unterschiedlichen Bildern“ dar und hebt „die Welten des alten Ägyptens“ und seiner Kunst- und Wissenschaftsblüte hervor. Als weiterer Wiedererkennungseffekt bilden in Berghammers Geschichtsbilder stets „hunderte verschiedene Motive das Gesamtkunstwerk“. Für seine Designtechnik kreiert er den Begriff „Mosapaint“.

## Projekte
- 2000 50 Jahre Technisches Hilfswerk (THW)
- 2001 100 Jahre Nobelpreis
- 2002 Poster „Buddy-Bear-Berlin-Show“ (Bestseller Berliner Postermarkt)[2]
- 2002 Bundestag / THW Reichstags-Poster[3]
- 2003 40 Jahre Fernsehballett (mdr)
- 2003 Porträt Klaus Wowereit (Regierender Bürgermeister Berlin)[4][5]
- 2004 Porträt des Präsidenten der Berliner Industrie- und Handelskammer (IHK) Werner Gegenbauer
- 2004 Porträt Norbert Beleke (Verleger, deutsches „who is who“)
- 2004 100 Jahre Botanischer Garten
- 2004 „Alter Fritz – Sanssouci“
- 2005 Ausstellung in der Ägyptischen Botschaft Berlin
- 2005 Rolling-Stones-Projekt (mit Sebastian Krüger)
- 2006 Porträt Knut Schumann (Mr. Vorwärts)
- 2006 Ausstellung im Porsche Zentrum Berlin
- 2007 Entwicklung „Panorama Porträt“ (Mosapaint mit integriertem Zeithorizont, Weltpremiere)
- 2007 Porträt Heidi Hetzer (Rallyefahrerin, Opel Hetzer Berlin)
- 2008 Gruppenausstellung „The great seven“ (WhiteSquare Gallery Las Vegas)
- 2008 Lizenzvereinbarung mit Porsche AG „AirVolution“
- 2009 Design Messestand der KPM-Generalvertretung für Russland „Luxery Goods“ in Moskau (Königliche Porzellan-Manufaktur Berlin)
- 2009–2010 Ausstellung „Krügerised Stones“ „Krügerised Keith“ (E&D multimedia Design & Einrichtung / stilwerk Berlin)
- 2010 Ausstellung „AirVolution“ (Siematic Berlin)
- 2011 Ausstellung „AirVolution“ (Lundt Automobile / Meilenwerk Berlin)
- 2011 Kooperation mit „first glas“ (stilwerk Berlin)
- 2011 Titelfoto und aktuelle Fotografien der Buchproduktion des THW, „Vom königlichen Casernement zur Bundesanstalt Technisches  Hilfswerk“. Wolfgang Schäche, Norbert Szymanski. ISBN 978-3-87999-054-2
- 2006–2015 Schindler Deutschland / Event- und Porträtfotografie
- 2009 Studioporträts
- 2011–2018 Fotoreport Stadtkerne neue Bundesländer / "CityProjekt"
- 2011 Berliner Motive "Bicyle-Touren"
- 2011–2018 Ausstellung / Verkauf wechselnder Werke in Baake-Galerien Potsdam
- 2011–2017 Fotoreportagen und Werkveröffentlichungen / Lifestylemagazin "Friedmanns Revue"
- 2012 FUN-Taler (Acryl-Objekt in Mosapaint-Technik)
- 2013 Pressekonferenz ITB in Humboldtbox
- 2013 Innenausstatter DOMIZIL Potsdam (Friedmanns-Revue)
- 2013 Porträt Ballett-Trainer Oleg Shiranovs
- 2013 Porträts (u. a. Rita Gueli, Finalistin "The Voice Kids" Sat.1)
- 2014–2016 Produktfotografie "Legend of Kremlin-Wodka"
- 2015 Porträts der Geschäftsleitung Schindler Deutschland
- 2015 Städtereisen Brüssel Amsterdam Gent / "CityProjekt"
- 2015 Ausstellung "MOSAPAINT-Highend" Triangle Hifi Studio Berlin
- 2015 Hochzeitsfotografie Fritz  & Assia Langgärtner
- 2016 Porträt Startänzer Wladimir Malakov
- 2016 Fotosession Denis Rodkin (Ballett-Tänzer am Bolschoi-Theater Moskau)
- 2016 Revue-Report "The One" im Friedrichstadtpalast Berlin
- 2016 Ballett-Report: "Malakhov & Friends" Admiralspalast Berlin
- 2017 Pressekonferenz Eröffnung Barberini-Museum Potsdam mit Hasso-Plattner
- 2017 Lichtdesign: Sieben Motive am Potsdam Museum während des „Potsdamer Lichtspektakels“.

## Literarische Figur
Der Schriftsteller, Psychologe und Bürgerrechtler Jürgen Fuchs schilderte in seinem Roman Das Ende einer Feigheit journalistisch genau eine Psychologiestunde an der Friedrich-Schiller-Universität Jena, während der der 19-jährige Jo Berghammer dem Dozenten Dr. Bock als ein Quasi-Woyzeck assistiert. Um seinen Protagonisten vor möglichen Widrigkeiten zu schützen, kürzte Fuchs den Namen Berghammer in Hammer ab. Während seiner Abiturzeit, nach den Jahren an der Kinder- und Jugendsportschule KJS Werner John in Bad Blankenburg, geriet Jo Berghammer in erhebliche Selbstzweifel um sein zukünftiges Leben in einer Gesellschaftsform, die ein berufliches erfolgreiches Vorankommen von Kritiklosigkeit gegenüber dem Staat abhängig machte. In der Folge wurde er für einige Monate unter psychiatrischer Kontrolle gehalten. Die beschriebene Psychologiestunde endet mit der Empörung der Kommilitonen und dem Gedanken: „Das Studium hinschmeißen… Hammer rausholen“. Zum Zeitpunkt des Erscheinens des Romans wusste Jürgen Fuchs nicht, dass Jo Berghammer längst in West-Berlin weilte. Ebenso ahnte Jo Berghammer nichts von seinem zweiten Leben als nicht unerhebliche literarische Figur.